# Lissomus francisci
Lissomus francisci là một loài bọ cánh cứng trong họ Elateridae. Loài này được Karsch miêu tả khoa học năm 1881.